# Turmhaus (Friesdorf)

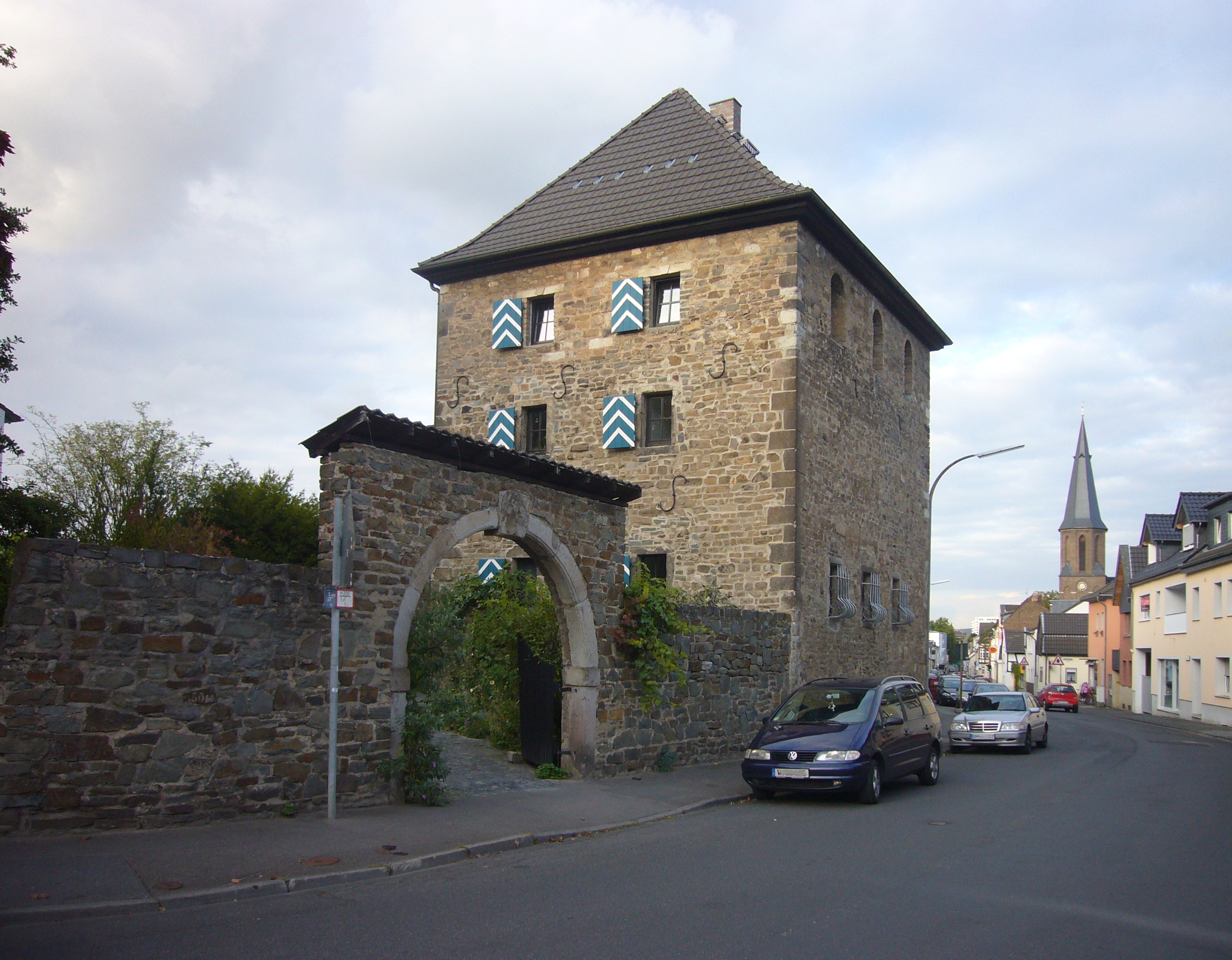
Das Turmhaus in Friesdorf

Das Turmhaus (seltener auch: Burg Friesdorf und Turmhof) ist ein Muthaus im Bonner Ortsteil Friesdorf an der Ecke Annaberger Straße und Im Bachele. Es ist eines der ältesten im Rheinland erhaltenen Wohnhäuser und steht als Baudenkmal unter Denkmalschutz.

## Geschichte
Das Turmhaus wurde im 12. oder 13. Jahrhundert von der Familie von Friesdorf erbaut und war als ritterliches Hofgut angelegt. Es gelangte später in den Besitz der Abtei St. Michael in Siegburg, die ihn als Lehen vergab, darunter an die von Belderbusch und von Schall. 1830 kam das Anwesen durch Vererbung an die Freifrau von Boeselager. Im Zweiten Weltkrieg wurde das Haus bei einem Bombenangriff am 21. Dezember 1944 schwer beschädigt. Beim Wiederaufbau wurde die Dachform von einem Walmdach auf ein Zeltdach verändert.

## Architektur
Der romanische Bau hat ein Fundament und einen Sockel aus Basalt. Die Wände bestehen aus Trachyt-Bruchsteinen, aus denen auch die den Garten umgebende Mauer gefertigt wurde. Das Haus hat einen nahezu quadratischen Grundriss. Im Erdgeschoss bestehen nur zwei Räume und ein Treppenhaus, das in die beiden oberen Etagen führt. Die Fenster sind unten rechteckig, oben als Rundbogenfenster mit Läden konzipiert.